# Ministère du Trésor du Reich
Le ministère du Trésor du Reich (en allemand : Reichsschatzministerium) était un ministère du Reich allemand créé en 1919 et chargé du Trésor. Il disparaît en 1923, intégré au ministère des Finances du Reich.

## Ministres
| Nom              | Début            | Fin              | Parti       | Cabinet           |
| ---------------- | ---------------- | ---------------- | ----------- | ----------------- |
| Georg Gothein    | 21 mars 1919     | 20 juin 1919     | DDP         | Scheidemann       |
| Wilhelm Mayer    | 21 juin 1919     | 30 janvier 1920  | Zentrum     | Bauer             |
| Gustav Bauer (1) | 31 janvier 1920  | 21 juin 1920     | SPD         | Bauer, Müller I   |
| Hans von Raumer  | 25 juin 1920     | 4 mai 1921       | DVP         | Fehrenbach        |
| Gustav Bauer (2) | 10 mai 1921      | 14 novembre 1922 | SPD         | Wirth I, Wirth II |
| Heinrich Albert  | 22 novembre 1922 | 1er avril 1923   | Indépendant | Cuno              |

### Secrétaires d'État
| Nom                     | Début | Fin  | Parti       |
| ----------------------- | ----- | ---- | ----------- |
| Heinrich Goldkuhle (de) | 1919  | 1920 | Indépendant |
| Hermann Walther (de)    | 1920  | 1923 | Indépendant |